# Al-Ahwas
Abd Allāh Ibn Muḥammad al-Anṣārī soprannominato al-Aḥwaṣ (660 – 724) è stato un poeta arabo di epoca omayyade.
Discendente da uno degli Anṣār, fu noto per le sue poesie satiriche e amorose.
Fu tale il vigore delle sue satire che venne bandito da ʿUmar ibn ʿAbd al-ʿAzīz ed esiliato nell'isola di Dahlak nel Mar Rosso. Venne richiamato dal successore di Omar, Yazīd b. ʿAbd al-Malik.